# Menhir de Haute Roche
Le menhir de Haute-Roche est un menhir situé sur la commune de Saint-Étienne-de-Montluc dans le département de la Loire-Atlantique.

## Description
Le menhir est constitué d'une grande dalle en granite qui mesure 4,23 m de hauteur pour une largeur à la base de 2,18 m et une épaisseur moyenne de 0,95 m. Il serait le plus grand menhir du département de Loire-Atlantique.
En avril 2010, le menhir s'est renversé. Il a été redressé et déplacé de quelques mètres le 4 novembre 2021 à l'aide d'une grue de 130 tonnes et de trois grutiers.